# Alan Grant

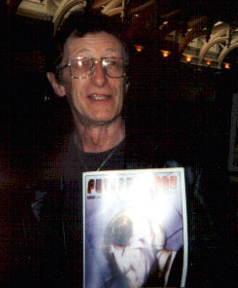
Alan Grant

Alan Grant (* 9. Februar 1949 in Bristol; † 20. Juli 2022) war ein schottischer Schriftsteller und Comicautor. Neben seinem Freund John Wagner gilt Grant als Mitschöpfer von Judge Dredd, einem gleichzeitig als Polizist, Richter und gegebenenfalls als Urteilsvollstrecker agierenden Antihelden, dessen bizarre Abenteuer in einer dystopischen Zukunft angesiedelt sind. Die Figur von Judge Dredd hat durch Comics und einen Film mit Sylvester Stallone große Bekanntheit erlangt.

## Leben und Arbeit
1967 wurde Grant als Herausgeber für den Verlag D.C. Thompson in Dundee engagiert. 1970 ging er nach London, wo er für IPC an verschiedenen Magazinen, die Liebesgeschichten zum Thema hatten, mitarbeitete. Danach kehrte er auf die Schule zurück und versuchte sich erfolglos in verschiedensten Berufen, sodass er schließlich darauf angewiesen war, von Sozialhilfe zu leben. In dieser prekären Lage traf Grant den Autoren und Herausgeber John Wagner, der nach einem Co-Autoren suchte, der ihn dabei helfen sollte die Arbeit an einem Tarzan-Comic das er zu dieser Zeit schrieb, fristgerecht zu beenden, ohne dabei seine Verpflichtungen als Herausgeber des in der Planung befindlichen SF-Magazins 2000 AD zu vernachlässigen. Aus dieser als Provisorium gedachten Zusammenarbeit entwickelte sich eine langjährige Partnerschaft beider Autoren.
In den 1980er Jahren wurde Grant auch als Autor für amerikanische Verlage tätig. Zusammen mit Wagner schrieb er die zwölfteilige Miniserie Outcasts für DC Comics, die den beiden Autoren, trotz kommerzieller Erfolglosigkeit, zu großem Ansehen in der amerikanischen Comic-Szene verhalf. So wurde unter anderem der Batman-Editor Dennis O’Neil auf die beiden Briten aufmerksam, der ihnen 1987 anbot, probeweise zwei Hefte der Serie Detective Comics (# 583 und 584) zu verfassen. Die beiden willigten ein und lieferten den Zweiteiler Fever ab, in dem sie das Batman-Universum um den persönlichkeitsgespaltenen Bauchredner Arnold Wesker und seine perfide Bauchrednerpuppe Scarface bereicherten, eine Figur deren Popularität sich mittlerweile unter anderem in Auftritten in verschiedenen Folgen der diversen Batman-Zeichentrickserien, in Batman-Computerspielen und -Romanen, niedergeschlagen hat. Von dem Ergebnis der Ausgabe positiv angetan, bot O’Neil den beiden Autoren den Job als Stammautoren der Detective Comics an. Nachdem Wagner sich, nach nur fünf weiteren Ausgaben, wegen seiner Mitarbeit an den ins Planstadium eintretenden Judge-Dredd-Film und wegen der stagnierenden Auflage, aus der Serie zurückzog, übernahm Grant die alleinige Autorenschaft. Mit dem Erfolg des Batman-Kinofilms von Tim Burton (1989) schnellte die Auflage der Detective Comics von 60.000 Ausgaben auf 650.000 in die Höhe.
Grant blieb bis 1998 einer der Stammautoren der Batman-Reihen. Bis 1992 schrieb er mehr als 50 Ausgaben der Serien Batman und Detective Comics. 1992 wurde ihm die seltene Ehre zuteil, das eigens für ihn eine neue Reihe gestartet wurde Batman: Shadow of the Bat. Die erste Ausgabe dieser Reihe verkaufte sich mehr als 950.000 Mal. Im Laufe seiner Arbeit an den Batman-Serien bereicherte Grant das Batman-Universum um unzählige Figuren (so unter anderem Stan Kitch, Anarky, Jeremiah Arkham – den Leiter der Irrenanstalt von Gotham City, den Kannibalen Cornelius Stirk, den tobsüchtigen Hühnen Amygdala, den Schläger Rhino, den Rattenfänger Otis Flannegan, den sadistischen Mortimer Kadaver, die moderne Version des alten Batman-Gegenspielers Basil Carlo und den Mobster Tally-Man).
Grant lebte mit seiner Frau Sue in Moniaive (Dumfries and Galloway) im Süden Schottlands, wo er eine umgebaute Kirche aus dem 14. Jahrhundert bewohnte.
Grant hat außerdem zwei comicbasierte Romane geschrieben The Stone King (2001) und Last Sons (2006).

## Bibliografie

### Comics
- Blackhawk (in 2000 AD #127-28 & 130-161, 1979–1980)
- Judge Dredd (in 2000 AD #156-267, 1980–1982)
- Tharg the Mighty (in 2000 AD #162, Sci-Fi Special & 176-77, 1980)
- Strontium Dog
- Ace Trucking Co. (in 2000 AD #232-36, 239-285 & 1982 Sci-Fi Special, 1981–1982)
- Robo-Hunter (in 2000 AD #259-272, 1982)
- Doomlord (in Eagle # 1-13, 1982)
- Blackhawk (in 2000 AD 1982 Sci-Fi Special, 1982)
- Joe Soap (in Eagle # 12-22, 1982)
- Judge Dredd (in 2000 AD # 269-296, 1982)
- Doomlord (in Eagle # 21-40, 1982)
- Robo-Hunter (in 2000 AD # 275-281 & 283-288, 1982)
- Manix (in Eagle # 24-31, 1982)
- The House of Daemon (in Eagle # 25-47, 1982–1983)
- Harry Twenty on the High Rock (ungenannter Koautor) (in 2000 AD # 287-307, 1982–1983)
- Ace Trucking Co. (in 2000 AD # 288-293, 1982)
- Robo-Hunter (in 2000 AD # 292-307, 1982)
- Tharg's Time Twisters (in 2000 AD # 294, 1982)
- Judge Dredd (in 2000 AD # 297-349, 1983)
- Joe Soap (in Eagle # 41-45, 1983)
- Manix (in Eagle # 41-64, 1983)
- Tharg's Time Twisters (in 2000 AD # 302 & 307, 1983)
- Gil Hazzard – Codename Scorpio (in Eagle # 49-67, 1983)
- Doomlord (in Eagle # 49-67, 1983)
- Robo-Hunter (in 2000 AD # 312-334 & 1984 2000 AD Annual, 1983)
- Tharg's Time Twisters (in 2000 AD # 313, 316, 321, 346 & 348, 1983)
- Manix (in Eagle # 68-77, 1983)
- Anderson: Psi Division (in 2000 AD 1984 Annual, 1983)
- Doomlord (in Eagle von # 79 bis 93 und fortlaufend, 1983–1984)
- Manix (in Eagle von # 79 bis 93 und fortlaufend, 1983–1984)
- Judge Dredd (in 2000 AD # 350-399, 1984)
- Anderson: Psi Division (in Judge Dredd 1985 Annual, 1984)
- Ace Trucking Co. (in 2000 AD # 378-390 & 392-400, 1984–1985)
- The Helltrekkers (in 2000 AD # 387-415, 1984–1985)
- Judge Dredd (in 2000 AD # 400-449, 1985)
- Anderson: Psi Division (in 2000 AD # 416-427 & 1986 Judge Dredd Annual, 1985)
- Ace Trucking Co. (in 2000 AD # 428-433 & 1986 2000 AD Annual, 1985)
- Mean Team (in 2000 AD # 437-447, 1985)
- Ace Trucking Co. (in 2000 AD # 451-472, 1986)
- Judge Dredd (in 2000 AD # 451-502, 1986)
- Anderson: Psi Division (in 2000 AD # 468-478, 1986)
- Bad City Blue (in 2000 AD # 468-477, 1986)
- Anderson: Psi Division (in 1987 2000 AD Annual, 1986)
- Ace Trucking Co. (in 2000 AD # 475-483 & 485-498, 1986)
- Judge Dredd (in 2000 AD # 503-554, 1987)
- Anderson: Psi Division (in 2000 AD # 520-531 & 1988 Judge Dredd Annual, 1987)
- Tales from Mega-City One (in 2000 AD # 523, 525-26, 532-34 & 539, 1987)
- Judge Dredd (in 2000 AD # 555-574 & 577, 1988)
- Tales from the Doghouse (in 2000 AD # 578-79, 1988)
- Judge Dredd (in 2000 AD # 587, 598, 600-602 & 607, 1988)
- Anderson: Psi Division (in 2000 AD Winter Special # 1, 1988)
- Tales from Mega-City One (in 2000 AD # 605, 1988)
- Judge Hershey (in Judge Dredd Mega-Special # 2, 1989)
- Anderson: Psi Division (in 2000 AD # 607-609, 612-622, 635-647, 657-659 & 1990 2000 AD Annual, 1989)
- Doctor Who (in Doctor Who Magazine # 148-150, 1989)
- Batman
- Anderson: Psi Division (in 2000 AD #669-670, 1990)
- Judge Dredd (in Judge Dredd Megazine vol.1 #1-6, 10-20, 1990–1992)
- Anderson: Psi Division (in 2000 AD #700-717, 1990–1991)
- The Last American (4 Ausgaben, Epic Comics, 1990–1991)
- Anderson: Psi Division (in 2000 AD #758-763, 1991)
- Durham Red (in 2000 AD #762-773 & 1993 2000 AD Yearbook, 1991–1992)
- Middenface McNulty (in Judge Dredd Megazine vol.1 #15-20, 1991–1992)
- Anderson: Psi Division (in Judge Dredd Mega-Special #5, 1992)
- Armageddon: The Bad Man (in Judge Dredd Megazine vol.2 #1-7, 1992)
- Anderson: Psi Division (in Judge Dredd Megazine vol.2 #8, 1992)
- Anderson: Psi Division (in Judge Dredd 1993 Yearbook, 1992)
- Batman: Shadow of the Bat (82 Ausgaben, DC Comics, 1992–1998)
- Lobo
- L.E.G.I.O.N.
- Anderson: Psi Division (in Judge Dredd Megazine vol.2 #10-11 & 14, 1992)
- Judge Dredd (in Judge Dredd Megazine vol.2 #19-20, 1993)
- Batman / Judge Dredd: Vendetta in Gotham (DC / Fleetway, 1993)
- Anderson: Psi Division (in Judge Dredd Megazine vol.2 #22-24, 27-34 & 37, 1993)
- Anderson: Psi Division (in Judge Dredd Megazine vol.2 #50-60, 1994)
- The Bogie Man
- Anderson: Psi Division (in Judge Dredd Megazine vol.2 #73-80, 1995)
- Batman / Judge Dredd: The Ultimate Riddle (DC / Fleetway, 1995)
- Anderson: Psi Division (in Judge Dredd Megazine vol.3 #1-7, 1995)
- Anderson: Psi Division (in Judge Dredd Megazine vol.3 #14, 1996)
- Mazeworld Book I (in 2000 AD #1014-1023, 1996)
- Anderson: Psi Division (in 2000 AD #1045-1061, 1997)
- BLAIR One (in 2000 AD #1071-1074, 1997)
- Anderson: Psi Division (in 2000 AD #1076, 1997)
- BLAIR One (in 2000 AD #1084, 1998)
- Anderson: Psi Division (in 2000 AD #1087-1090, 1998)
- BLAIR One (in 2000 AD #1097-98, 1998)
- Mazeworld Book II (in 2000 AD #1101-1110, 1998)
- Anderson: Psi Division (in 2000 AD #1102-03, 1998)
- Anderson: Psi Division (in 2000 AD #1132-37 & 1140, 1999)
- Mazeworld Book III (in 2000 AD #1151-1160, 1999)
- Batman / Scarface (DC, 2001)
- Young Middenface (17 Episoden in Judge Dredd Megazine 2001-heute)
- Anderson: Psi Division (in 2000 AD #1263-1272, 2001)
- Juliet November (in Judge Dredd Megazine #202-204, 2003)
- Apocalypse Soon (in Judge Dredd Megazine #204-214, 2003-04)
- Robo-Hunter (in 2000 AD prog 2004 & #1371-1373, 2003-04)
- Anderson: Psi Division (in Judge Dredd Megazine #214-217, 2004)
- Robo-Hunter (in 2000 AD #1406-1411, 2004)
- Anderson: Psi Division (in Judge Dredd Megazine #221-236, 2004-05)
- Robo-Hunter (in 2000 AD prog 2005, 2004)
- The Bogie Man: Return to Casablanca (in Judge Dredd Megazine #227-233, 2005)
- Whatever Happened to Melda Dreepe? (in Judge Dredd Megazine #230, 2005)
- Robo-Hunter: Stim! (in 2000 AD ab #1450, 2005)

### Bücher
- Batman The Stone King (2001)
- DC Universe: Last Sons (2006 – Superman, Martian Manhunter und Lobo)